# Inferno: Last in Live
Az Inferno: Last in Live az amerikai Dio heavy metal zenekar második koncertlemeze. Az 1998-ban megjelent album felvételei az 1996/97-as Angry Machines-turnén készültek. A lemezen szerepel néhány Black Sabbath- és Rainbow-dal is.

## Az album dalai

### CD1
|     | Cím                          | Szerző(k)                                     | Hossz |
| --- | ---------------------------- | --------------------------------------------- | ----- |
| 1.  | Intro                        |                                               | 1:36  |
| 2.  | Jesus, Mary & the Holy Ghost | Ronnie James Dio, Tracy Grijalva, Jeff Pilson | 3:27  |
| 3.  | Straight Through the Heart   | Dio, Jimmy Bain                               | 5:47  |
| 4.  | Don't Talk to Strangers      | Dio                                           | 6:02  |
| 5.  | Holy Diver                   | Dio                                           | 4:59  |
| 6.  | Drum Solo                    |                                               | 4:01  |
| 7.  | Heaven and Hell              | Geezer Butler, Dio, Tony Iommi, Bill Ward     | 7:29  |
| 8.  | Double Monday                | Vinny Appice, Dio, Grijalva                   | 3:18  |
| 9.  | Stand Up and Shout           | Bain, Dio                                     | 4:08  |
| 10. | Hunter of the Heart          | Appice, Dio, Grijalva                         | 5:15  |

### CD2
|     | Cím                            | Szerző(k)                               | Hossz |
| --- | ------------------------------ | --------------------------------------- | ----- |
| 1.  | Mistreated/Catch the Rainbow   | Ritchie Blackmore, David Coverdale, Dio | 10:11 |
| 2.  | Guitar Solo                    |                                         | 3:38  |
| 3.  | The Last in Line               | Bain, Vivian Campbell, Dio              | 6:54  |
| 4.  | Rainbow in the Dark            | Appice, Bain, Campbell, Dio             | 4:56  |
| 5.  | The Mob Rules                  | Butler, Iommi, Dio                      | 3:37  |
| 6.  | Man on the Silver Mountain     | Blackmore, Dio                          | 2:11  |
| 7.  | Long Live Rock and Roll        | Blackmore, Dio                          | 4:14  |
| 8.  | We Rock                        | Dio                                     | 5:40  |
| 9.  | After All the Dead (bónuszdal) | Butler, Dio, Iommi                      | 6:20  |
| 10. | I (bónuszdal)                  | Butler, Dio, Iommi                      | 5:26  |

A bónusz dalok a japán kiadáson szerepeltek.

## Közreműködők
- Ronnie James Dio – ének
- Tracy Grijalva – gitár
- Larry Dennison – basszusgitár
- Scott Warren – billentyűk
- Vinny Appice – dob